# 위험한 장난
《위험한 장난》(영어: The Falcon and the Snowman)은 미국에서 제작된 존 슐레진저 감독의 1985년 첩보 드라마 영화이다. 티머시 허턴, 숀 펜 등이 출연하였고, 게이브리얼 캐츠카 등이 제작에 참여하였다.

## 출연진
- 티머시 허턴
- 숀 펜
- 리처드 다이사트
- 팻 힝글
- 로리 싱어
- 도리언 헤어우드
- 크리스 메이크피스
- 조이스 밴패튼
- 프리실라 포인터
- 니컬러스 프라이어
- 데이비드 수셰이
- 제니퍼 러니언

## 기타 제작진
- 공동 제작: 에드워드 티츠
- 협력 제작: 마이클 칠더스
- 배역: 월리 니시타
- 미술: 제임스 D. 비슬
- 의상: 앨버트 울스키